# Condado de Socorro
O Condado de Socorro é um dos 33 condados do Estado americano do Novo México. A sede do condado é Socorro, e sua maior cidade é Socorro. O condado possui uma área de 17 220 km² (dos quais 6 km² estão cobertos por água), uma população de 18 078 habitantes, e uma densidade populacional de 1 hab/km² (segundo o censo nacional de 2000). O condado foi fundado em 1852.